# Deinopa veluticollis
Deinopa veluticollis là một loài bướm đêm trong họ Erebidae.